# Moon Bloodgood
Korinna Moon Bloodgood (Anaheim, Kalifornia, 1975. szeptember 20. –) amerikai színésznő, modell.

## Gyermekkora és családja
A kaliforniai Anaheimben született, holland-ír apától és dél-koreai származású anyától. Apja Dél-Koreában állomásozott, amikor találkozott Moon anyjával.

## Filmográfia

### Film
| Év   | Magyar cím                            | Eredeti cím                           | Szerep             | Magyar hang        |
| ---- | ------------------------------------- | ------------------------------------- | ------------------ | ------------------ |
| 2004 | Nyerj egy randit Tad Hamiltonnal!     | Win a Date with Tad Hamilton!         | bombázó            | Kiss Anikó         |
| 2005 | Szerelem sokadik látásra              | A Lot like Love                       | Bridget            | Agócs Judit        |
| 2006 | Kutyahideg                            | Eight Below                           | Katie              | Peller Anna        |
| 2007 | A Barbár – Legenda a szellemharcosról | Pathfinder                            | Csillagtűz         | Ruttkay Laura      |
| 2008 | Minden azzal kezdődött                | What Just Happened                    | Laura              |                    |
| 2009 |                                       | Moonlight Serenade                    | Marie Devrenier    |                    |
| 2009 | Street Fighter – Chun-Li legendája    | Street Fighter: The Legend of Chun-Li | Maya Sunee nyomozó | Kisfalvi Krisztina |
| 2009 | Terminátor: Megváltás                 | Terminator Salvation                  | Blair Williams     | Pikali Gerda       |
| 2010 | Rohanás                               | Faster                                | Marina Humpheries  |                    |
| 2010 | Hálószobák                            | Bedrooms                              | Beth               |                    |
| 2011 | A mi drága kisfiunk                   | Beautiful Boy                         | Trish              | Agócs Judit        |
| 2011 |                                       | Conception                            | Nikki              |                    |
| 2012 | A kezelés                             | The Sessions                          | Vera               | Bata Éva           |
| 2013 |                                       | The Power of Few                      | Mala               |                    |
| 2024 |                                       | Detained                              | Moon nyomozó       |                    |

### Televízió
| Év        | Magyar cím                                   | Eredeti cím                                | Szerep                  | Megjegyzések                                                |
| --------- | -------------------------------------------- | ------------------------------------------ | ----------------------- | ----------------------------------------------------------- |
| 2002      | Divatalnokok                                 | Just Shoot Me!                             | Penny                   | 1 epizód                                                    |
| 2003      | Fastlane – Halálos iramban                   | Fastlane                                   | szobalány               | 1 epizód                                                    |
| 2003      | CSI: A helyszínelők                          | CSI: Crime Scene Investigation             | sztriptíztáncosnő       | 1 epizód                                                    |
| 2005      | Tiszta Hawaii                                | North Shore                                | szobalány               | 1 epizód                                                    |
| 2005      | Monk – A flúgos nyomozó                      | Monk                                       | Haley                   | 1 epizód                                                    |
| 2006–2008 | Daybreak – Időbe zárva                       | Day Break                                  | Rita Shelten            | főszereplő (13 epizód)                                      |
| 2007      | Az utazó                                     | Journeyman                                 | Livia Beale             | főszereplő (13 epizód)                                      |
| 2009      | Minden lében négy kanál                      | Burn Notice                                | Michelle Paxson nyomozó | 3 epizód                                                    |
| 2009      | Terminátor – Megváltás – A Machinima-sorozat | Terminator Salvation: The Machinima Series | Blair Williams (hangja) | 6 epizód                                                    |
| 2010      | Tökéletes célpont                            | Human Target                               | Dr. Jessica Shaw        | 1 epizód                                                    |
| 2011      |                                              | NTSF:SD:SUV::                              | Vivica                  | 1 epizód                                                    |
| 2011–2015 | Éghasadás                                    | Falling Skies                              | Anne Glass              | - főszereplő (52 epizód) - magyar hangja: - Szávai Viktória |
| 2018      | Vészhelyzet: Los Angeles                     | Code Black                                 | Rox Valenzuela          | főszereplő (13 epizód)                                      |
| 2019–2020 | NCIS: Los Angeles                            | NCIS: Los Angeles                          | Katherine Casillas      | 6 epizód                                                    |
| 2022      | Magnum                                       | Magnum P.I.                                | Rachel Park bíró        | 1 epizód                                                    |

## Fordítás
- Ez a szócikk részben vagy egészben  a   Moon Bloodgood című angol Wikipédia-szócikk fordításán alapul.  Az eredeti cikk szerkesztőit annak laptörténete sorolja fel. Ez a jelzés csupán a megfogalmazás eredetét és a szerzői jogokat jelzi, nem szolgál a cikkben szereplő információk forrásmegjelöléseként.